# Nestor Torres
Nestor Torres (Mayagüez, 1957. április 25. –), Puerto Ricó-i Grammy-díjas (2008) dzsesszfuvolás.

## Pályafutása
Tizenkét éves korában kezdett fuvolázni. Tanulmányait az Escuela Libre de Música-ban kezdte meg, majd a Puerto Rico’s Inter-American University-n folytatta. 18 éves korában családostul New Yorkba költözött. Itt folytatta dzsessz- és a klasszikus zenei tanulmányait. Továbbtanult New York-i Mannes College of Music, valamint a New England Conservatory of Music diákjaként is.
Nestor Torres buddhista, a Soka Gakkai International egyesület aktív tagja.

## Lemezek
- No Me Provoques (1981)
- Afro - Charanga Vol. 2 (1983)
- Morning Ride(1989)
- Dance of the Phoenix (1990)
- Burning Whispers (1994)
- Talk to Me (1996)
- Treasures of the Heart (1999)
- This Side of Paradise (2001)
- Mis Canciones Primeras (2001)
- Mi Alma Latina (2002)
- The Sutra of The Lotus of The Wonderful Law (2004)
- Sin Palabras - Released: 2004
- Dances, Prayers & Meditations For Peace (2006)
- The Very Best Of Nestor Torres (2007)
- Nestor Torres - Nouveau Latino (2008)